# Adelaide Nicastro Calcio 1989-1990
Questa voce raccoglie le informazioni riguardanti l'Adelaide Nicastro Calcio nelle competizioni ufficiali della stagione 1989-1990.

## Rosa
| N. |                   | Ruolo | Calciatore             |
| -- | ----------------- | ----- | ---------------------- |
|    | Italia (bandiera) | C     | Antonio Alfarone       |
|    | Italia (bandiera) | A     | Attilio Astarita       |
|    | Italia (bandiera) | P     | Mauro Azzalini         |
|    | Italia (bandiera) | D     | Daniele Baldi          |
|    | Italia (bandiera) | D     | Luciano Cesaretti      |
|    | Italia (bandiera) | C     | Maurizio Conte         |
|    | Italia (bandiera) | A     | Vincenzo Cossari       |
|    | Italia (bandiera) | A     | Danilo Daniele         |
|    | Italia (bandiera) | C     | Francesco De Luca      |
|    | Italia (bandiera) | D     | Francesco De Simone    |
|    | Italia (bandiera) | C     | Gaetano Di Maria       |
|    | Italia (bandiera) | C     | Giovanni Fiorenza      |
|    | Italia (bandiera) | A     | Massimiliano Franchini |

| N. |                   | Ruolo | Calciatore             |
| -- | ----------------- | ----- | ---------------------- |
|    | Italia (bandiera) | D     | Maurizio Gambardella   |
|    | Italia (bandiera) | C     | Andrea Mamone          |
|    | Italia (bandiera) | A     | Francesco Marino       |
|    | Italia (bandiera) | D     | Endrio Minervino       |
|    | Italia (bandiera) | C     | Massimiliano Mirabelli |
|    | Italia (bandiera) | C     | Francesco Parisi       |
|    | Italia (bandiera) |       | Persiano               |
|    | Italia (bandiera) |       | Riitano                |
|    | Italia (bandiera) | C     | Giuliano Roso          |
|    | Italia (bandiera) | D     | Consolato Scevola      |
|    | Italia (bandiera) | C     | Domenico Toscano       |
|    | Italia (bandiera) | C     | Dino Trocano           |
|    | Italia (bandiera) | C     | Leonardo Vanzetto      |